# Eulepidotis lucia
Eulepidotis lucia är en fjärilsart som beskrevs av Bar 1875. Eulepidotis lucia ingår i släktet Eulepidotis och familjen nattflyn. Inga underarter finns listade i Catalogue of Life.